# Ancistria nepalensis
Ancistria nepalensis is een keversoort uit de familie Passandridae. De wetenschappelijke naam van de soort is voor het eerst geldig gepubliceerd in 1995 door Burckhardt & Slipinski.